# Gentechnisch veränderter Organismus

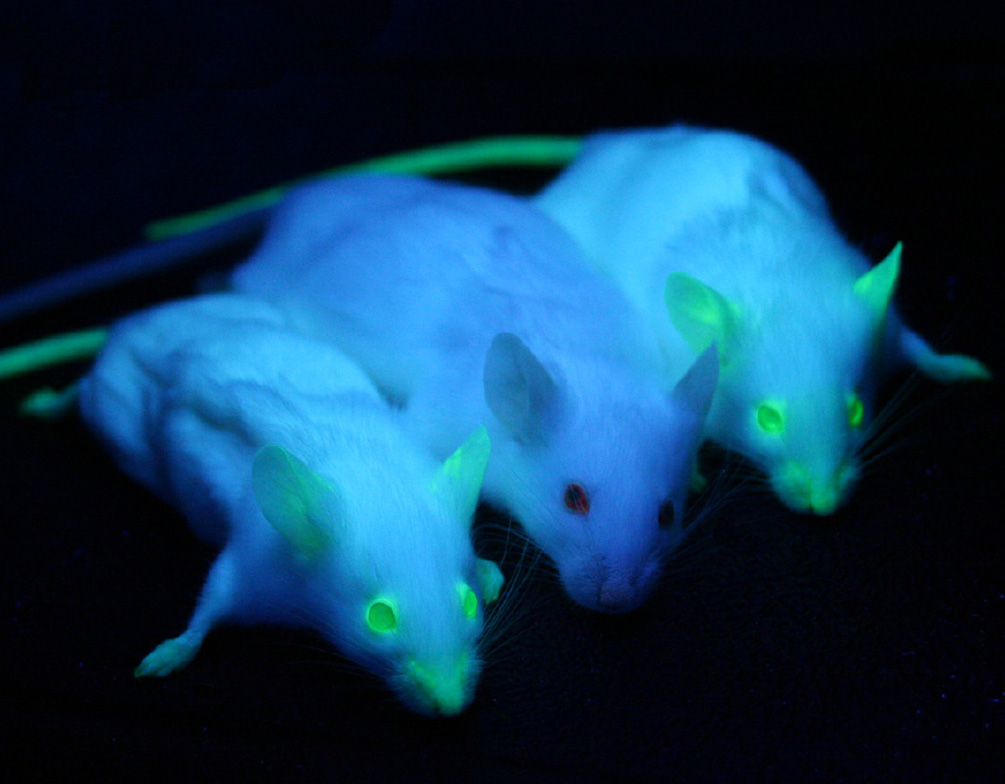
Links und rechts je eine transgene Maus mit grün fluoreszierendem Protein. Die GFP-Färbung ist besonders an den Augen, der Schnauze, den Ohren und am Schwanz gut zu erkennen. In der Mitte eine Maus ohne GFP.

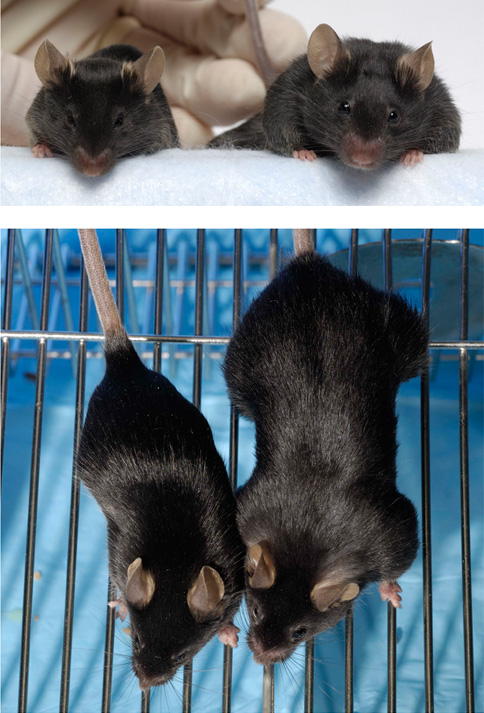
„Gendoping“ im Labor:
Bei der rechten Maus wurde das für Myostatin codierende Mstn-Gen abgeschaltet. Myostatin hemmt das Muskelwachstum. Durch das fehlende Myostatin ist die Muskelmasse der transgenen rechten Maus um den Faktor vier höher als bei dem Wildtyp (links)

Gentechnisch veränderte Organismen (GVO), auch gentechnisch modifizierte Organismen, englisch genetically modified organism (GMO), seltener genetically engineered organism (GEO), sind Organismen, deren Erbanlagen mittels gentechnischer Methoden (z. B. durch Transgenetik) gezielt verändert worden sind. Diese Methoden unterscheiden sich von Kreuzen, Mutation, Rekombination und anderen Methoden herkömmlicher Züchtung. Ein GVO ist für das Gebiet der EU legaldefiniert als jede biologische Einheit unter Ausnahme des Menschen, die fähig ist, sich zu vermehren oder genetisches Material zu übertragen, und deren genetisches Material in einer Weise verändert worden ist, wie sie unter natürlichen Bedingungen durch Kreuzen oder natürliche Rekombination nicht vorkommt. Das ungenehmigte Freisetzen oder Inverkehrbringen eines GVO ist in der EU untersagt.
Zur Genmodifikation zählen die gezielte Abschaltung oder Modifikation einzelner Gene sowie das gezielte Einbringen arteigener oder artfremder Gene. GVOs, in die Gene aus anderen Arten eingeschleust wurden, werden auch als transgene Organismen bezeichnet, die eingeschleusten Gene als Transgene. So werden beispielsweise Gene zwischen verschiedenen Arten übertragen, um Tieren oder Pflanzen bestimmte Eigenschaften zu vermitteln, die mit herkömmlicher Züchtung nicht oder schwerer zu erreichen wären.
Bei der Entwicklung von GVO und gentechnischen Arbeiten mit ihnen müssen Sicherheitsmaßnahmen beachtet werden, die in Deutschland durch das Gentechnikgesetz festgelegt und durch die Gentechnik-Sicherheitsverordnung näher ausgeführt sind. So erfolgt das Arbeiten unter einer bestimmten Sicherheitsstufe (S1 bis S4). Dies betrifft den Labor- oder Produktionsbereich (beispielsweise in der Biotechnologie), aber auch Gewächshäuser und Tierhaltungsräume.
Die Begriffe grüne (an Pflanzen), rote (an Mensch und Wirbeltieren) und weiße (an Mikroorganismen) Gentechnik werden verwendet, um die jeweiligen Bereiche anschaulich bezeichnen zu können. Daneben gibt es aber weitere Gebiete, wie beispielsweise die gentechnische Veränderung von Insekten. In der Medizin werden rechtlich nur nicht-menschliche Organismen als GVOs angesehen. Ansonsten müssten Patienten, die sich beispielsweise einer Gentherapie unterzogen haben, als entsprechende Organismen behandelt werden.

## Pflanzen
Transgene Nutzpflanzen haben seit ihrer Erstzulassung im Jahr 1996 weltweit rapide an Bedeutung gewonnen und wurden 2015 in 25 Ländern auf 185 Millionen Hektar (ca. 12 % der globalen Landwirtschaftsfläche) angebaut. Dabei handelt es sich insbesondere um Pflanzen, die aufgrund von gentechnischen Veränderungen tolerant gegenüber Pflanzenschutzmitteln oder giftig für bestimmte Schadinsekten sind. Der Anteil gentechnisch veränderter Sojabohnen am Weltmarkt liegt bei rund 80 Prozent.
Gentechnisch veränderte Zierpflanzen wie die blaue Rose haben einen geringen Marktanteil.

## Tiere
Transgene Tiere wurden zunächst für Forschungsarbeiten hergestellt, um die Funktion von Genen zu untersuchen. Hierbei wurden verschiedene Tierarten eingesetzt, die sich für die Analyse biologischer Prozesse besonders eignen.
So werden zum Beispiel niedere Organismen wie die Hydra als Modellorganismus eingesetzt, da viele der Gene, die auch im menschlichen Körper für die Entwicklung und auch zur Abwehr von Krankheiten wichtig sind, bei diesem Organismus vorkommen. Transgene Hydren erlauben daher Funktionsuntersuchungen, die in komplizierten Organismen und auch beim Menschen nicht so leicht  möglich sind.
Besonders attraktiv ist die Fruchtfliege Drosophila melanogaster bei der durch klassische genetische Untersuchungen die Regulation der Gene sehr weitgehend erforscht ist. Um die Funktionsweise bestimmter Gene zu erfassen, werden Vektoren, die das gewünschte Fremdgen enthalten, in befruchtete Eizellen eingebracht. Die erhaltenen Nachkommen sind mit einer gewissen Wahrscheinlichkeit transfiziert und werden nach dem Fremdgen (Transgen) gescreent. Bezüglich des Fremdgens positive Nachkommen werden etabliert und der Einfluss des Fremdgens analysiert.
Als höhere Lebewesen zur Analyse von Genfunktionen haben sich insbesondere Labormäuse etabliert, bei denen nicht nur durch das Einbringen von Fremdgenen wichtige Erkenntnisse erhalten werden können, sondern ebenso durch Ausschalten von Genen (Gen-Knockout). Mit neueren Techniken ist es auch möglich, Gene in präzis vorausbestimmbare Genorte einzubringen (Knock-in) oder die Aktivität bestimmter Gene gezielt zu drosseln (Knock-down).
Basierend auf diesen Grundlagenforschungen wurden in der Folge auch Genveränderungen an Nutztieren vorgenommen, um deren Eigenschaften für eine bessere Nutzung zu erhöhen. Ein weiteres Anwendungsfeld ist die genetische Veränderung von Insekten, um sie ohne Insektizide zu bekämpfen. Vergleiche hierzu Gentechnisch veränderte Tiere.

## Mikroorganismen
Seit 1999 wird ein sogenanntes Humaninsulin, das mit gentechnisch veränderten Bakterien hergestellt wird (siehe Insulinpräparat), zur Behandlung bei Diabetes eingesetzt.
Es wird an transgenen Milchsäurebakterien geforscht, die beispielsweise die Herstellung von Käse beschleunigen können. Enzyme aus Pflanzen oder Tieren könnten durch genetische Modifikation auch von Mikroorganismen produziert werden. Ein weiterer Forschungsbereich sind transgene Hefen, die beispielsweise in der Produktion eines energiereduzierten Biers eingesetzt werden können.
2012 gelang es an der TUM, gentechnisch veränderte Hefen zu erzeugen, die unter anderem Koffein und den Süßstoff Thaumatin produzieren.

## Datenbank für die in der EU verwendeten GVO
Dem Auffinden exakter Informationen in Bezug auf das Vorhandensein, den Nachweis und die Identifizierung von in der EU verwendeten GVO dient die Datenbank EUginius (European GMO Initiative for a Unified Database System), die Unternehmen, interessierte private Nutzer und zuständige Behörden unterstützen soll.